# Washington County (Indiana)
Washington County is een county in de Amerikaanse staat Indiana.
De county heeft een landoppervlakte van 1.332 km² en telt 27.223 inwoners (volkstelling 2000). De hoofdplaats is Salem.